# Sofia Tomasoni
Sofia Tomasoni (Bologna, 27 febbraio 2002) è una kitesurfer italiana vincitrice delle Olimpiadi Giovanili nel 2018 nella categoria di Twin Tip Racing.
Sofia è stata la prima donna nella storia del kitesurf ad avere vinto un titolo olimpico giovanile. Successivamente la specialità è ststs esclusa dal programma dei Giochi Giovanili.  Sofia si è classificata prima al mondo nella categoria Twin Tip Racing negli anni 2017 e 2018, prima di passare alla categoria Formula Kite.

## Risultati
| Anno | Posizione | Classe              | Evento                                           |
| 2020 |           | IKA Formula Kite    | Campionato Italiano                              |
| 2019 |           | IKA Formula Kite    | Campionato Italiano                              |
| 2018 |           | IKA Twin Tip Racing | Giochi Olimpici Giovanili                        |
| 2018 |           | IKA Twin Tip Racing | Campionato Italiano Giovanile                    |
| 2018 |           | IKA Twin Tip Racing | Campionato Mondiale Open                         |
| 2018 |           | IKA Twin Tip Racing | Campionato Mondiale Giovanile                    |
| 2018 |           | IKA Twin Tip Racing | Campionato giovanile di qualifica alle Olimpiadi |
| 2017 |           | IKA Twin Tip Racing | Campionato Mondiale Giovanile                    |
| 2017 |           | IKA Twin Tip Racing | Campionato Giovanile Nazionale                   |
| 2016 |           | IKA Freestyle       | Campionato Mondiale IKA                          |
| 2016 |           | IKA Freestyle       | Campionato Italiano                              |
| 2015 |           | IKA Twin Tip Racing | Youth Italian Championship                       |